# Wangandowo
Wangandowo is een bestuurslaag in het regentschap Pekalongan van de provincie Midden-Java, Indonesië. Wangandowo telt 2851 inwoners (volkstelling 2010).